# ワート郡 (ウェストバージニア州)
ワート郡（英: Wirt County）は、アメリカ合衆国ウェストバージニア州の中央部に位置する郡である。2010年国勢調査での人口は5,717人であり、2000年の5,873人から2.7%減少した。ウェストバージニア州では人口最少の郡である。郡庁所在地はエリザベス町（人口823人）であり、同郡で唯一の法人化町でもある。ワート郡は1848年にバージニア州議会によって設立され、郡名はアメリカ合衆国司法長官を務め、大統領候補にもなったウィリアム・ワートに因んで名付けられた。
ワート郡はオハイオ州にも跨るパーカーズバーグ・マリエッタ・ビエナ大都市圏に属している。

## 地理
アメリカ合衆国国勢調査局に拠れば、郡域全面積は235平方マイル (608 km2)であり、このうち陸地233平方マイル (603 km2)、水域は2平方マイル (5 km2)で水域率は0.79%である。

### 主要高規格道路
- ウェストバージニア州道5号線
- ウェストバージニア州道14号線
- ウェストバージニア州道47号線
- ウェストバージニア州道53号線

### 隣接する郡

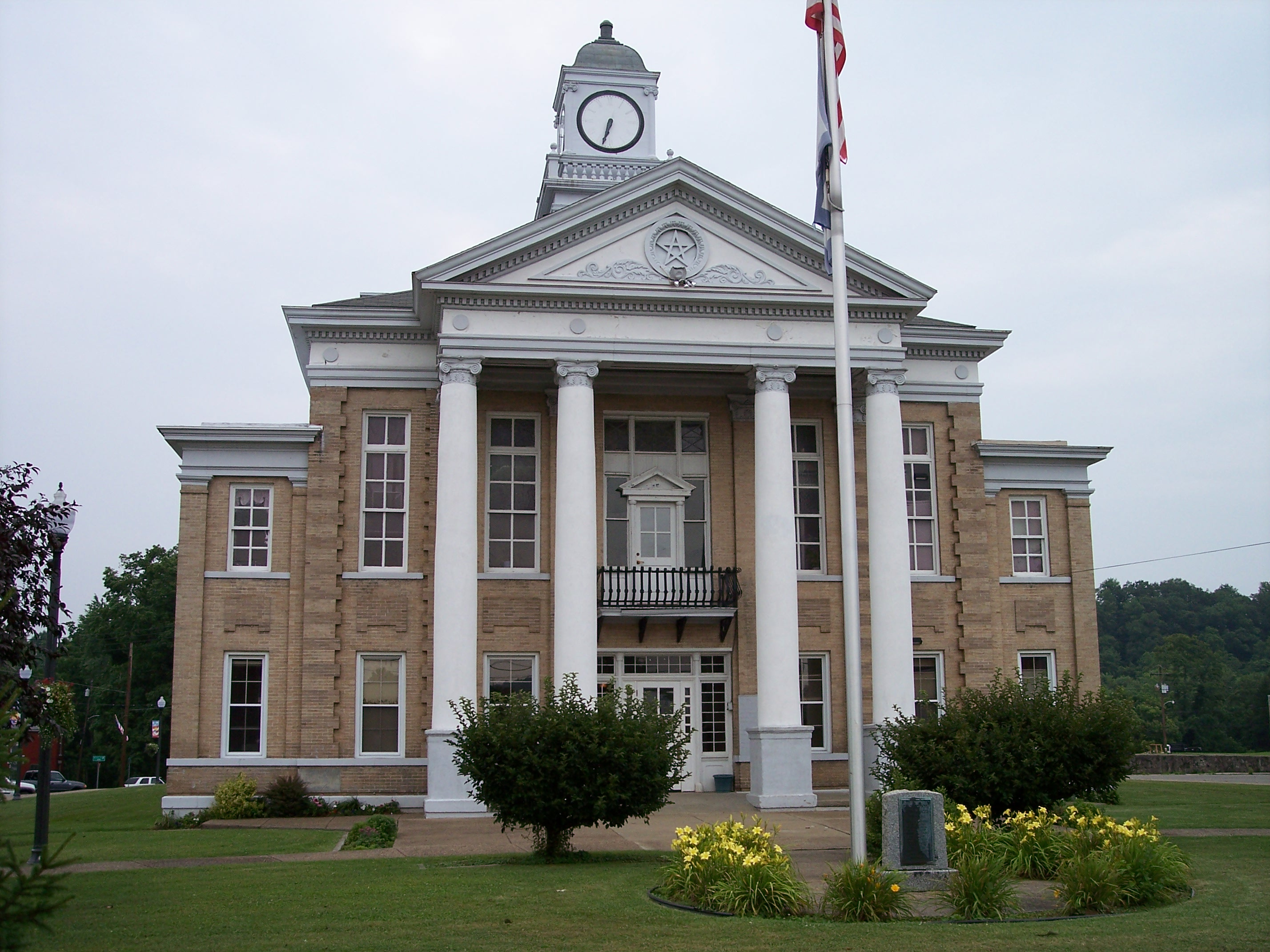
エリザベス町にあるワート郡庁舎

- ウッド郡 - 北西
- リッチー郡 - 北東
- カルフーン郡 - 南東
- ローン郡 - 南
- ジャクソン郡 - 南西

## 人口動態
以下は2000年国勢調査による人口統計データである。
| 基礎データ - 人口: 5,873人 - 世帯数: 2,284 世帯 - 家族数: 1,699 家族 - 人口密度: 10人/km2（25人/mi2） - 住居数: 3,266軒 - 住居密度: 5軒/km2（14軒/mi2） 人種別人口構成 - 白人: 98.55% - アフリカン・アメリカン: 0.29% - ネイティブ・アメリカン: 0.20% - アジア人: 0.10% - その他の人種: 0.10% - 混血: 0.75% - ヒスパニック・ラテン系: 0.31% 年齢別人口構成 - 18歳未満: 25.4% - 18-24歳: 7.6% - 25-44歳: 29.6% - 45-64歳: 24.4% - 65歳以上: 13.0% - 年齢の中央値: 38歳 - 性比（女性100人あたり男性の人口） - 総人口: 100.2 - 18歳以上: 97.0 | 世帯と家族（対世帯数） - 18歳未満の子供がいる: 35.2% - 結婚・同居している夫婦: 61.5% - 未婚・離婚・死別女性が世帯主: 8.9% - 非家族世帯: 25.6% - 単身世帯: 22.2% - 65歳以上の老人1人暮らし: 11.6% - 平均構成人数 - 世帯: 2.56人 - 家族: 2.97人 収入と家計 - 収入の中央値 - 世帯: 30,748米ドル - 家族: 33,872米ドル - 性別 - 男性: 29,088米ドル - 女性: 17,965米ドル - 人口1人あたり収入: 14,000米ドル - 貧困線以下 - 対人口: 19.6% - 対家族数: 17.0% - 18歳未満: 25.6% - 65歳以上: 13.9% |

## 都市と町

### 法人化町
- エリザベス町 - 郡庁所在地

### 未編入の町
| - ビーバーダム - ビューラーヒル - ブロハード - バーニングスプリングス - チェリー - クレストン | - エンタープライズ - フリーポート - ガーフィールド - グリーンキャッスル - ヒルバート - アイバン | - ルシル - マクレイン - モリスタウン - マンデイ - ニューアーク - パレスタイン | - ピーウィー - ローバー - サノマ - ツーラン - ウィンディ - ザックビル |